# آموس سوتون هايدن
آموس سوتون هايدن (بالإنجليزية: Amos Sutton Hayden)‏ هو كاتب ترانيم أمريكي، ولد في 17 سبتمبر 1813 في يونغزتاون في الولايات المتحدة، وتوفي في 10 سبتمبر 1880.